# Pantanodon
Genre
Pantanodon est un genre de poissons ovovivipares d'eau douce appartenant à l'ordre des Cyprinodontiformes.

## Liste des espèces
Selon FishBase:
- Pantanodon madagascariensis (Arnoult, 1963)
- Pantanodon stuhlmanni (Ahl, 1924)